# Mansfield (Misuri)
Mansfield es una ciudad ubicada en el condado de Wright en el estado estadounidense de Misuri. En el Censo de 2010 tenía una población de 1296 habitantes y una densidad poblacional de 263,92 personas por km².

## Geografía
Mansfield se encuentra ubicada en las coordenadas 37°6′35″N 92°34′51″O / 37.10972, -92.58083. Según la Oficina del Censo de los Estados Unidos, Mansfield tiene una superficie total de 4.91 km², de la cual 4.87 km² corresponden a tierra firme y (0.84%) 0.04 km² es agua.

## Demografía
Según el censo de 2010, había 1296 personas residiendo en Mansfield. La densidad de población era de 263,92 hab./km². De los 1296 habitantes, Mansfield estaba compuesto por el 97.61% blancos, el 0.62% eran afroamericanos, el 0.39% eran amerindios, el 0.54% eran asiáticos, el 0% eran isleños del Pacífico, el 0% eran de otras razas y el 0.85% pertenecían a dos o más razas. Del total de la población el 0.93% eran hispanos o latinos de cualquier raza.